# András Arató
András István Arató (ur. 11 lipca 1945 w Kőszeg) – węgierski inżynier elektryk, model, znany z mema „Hide the pain Harold”, po polsku funkcjonującym także jako „ukrywający ból Harold”, „człowiek mem”, „dziwny pan ze Stocka” (lub „Stocku”).

## Życiorys
Arató urodził i wychował się w mieście Kőszeg. W 1969 ukończył studia z zakresu inżynierii elektrycznej na Uniwersytecie Techniczno-Ekonomicznym w Budapeszcie. Pracował w wyuczonym zawodzie, specjalizując się w oświetleniu.
Po przejściu na emeryturę, w 2010, Arató został dostrzeżony przez profesjonalnego fotografa, który przeglądał w mediach społecznościowych jego zdjęcia z wakacji z przyjaciółmi spędzonych w Turcji. Fotograf skontaktował się z Arató celem przeprowadzenia sesji, podczas której Arató wystąpił jako model. Wykonano podczas niej przeszło sto zdjęć. Arató zgodził się na wykorzystywanie zdjęć z wyjątkiem tematów polityki, religii oraz seksu. Arató widział, że początkowo jego wizerunek był wykorzystywany m.in. w charakterze lekarza czy prawnika. Po kilku miesiącach odkrył, że jego twarz zaczęto wykorzystywać w memach, np. wklejono ją w miejsca czterech prezydentów z Mount Rushmore. Początkowo Arató przyjmował to z dezaprobatą, licząc, że internautom znudzi się wykorzystywanie jego wizerunku. Po pewnym czasie zaakceptował ten fakt, w czym pomogła mu świadomość, że jako uczeń sam przerabiał podobizny innych osób, np. charakteryzował węgierskiego poetę Jánosa Aranya na pirata. Zaczął wykorzystywać uzyskaną popularność i rozpoczął publiczne występy na festiwalach, konferencjach i w reklamach. Przez pięć lat pracował jako DJ w lokalnej rozgłośni radiowej. W 2019 został twarzą kampanii reklamowej Coca-Coli na Węgrzech. W 2020 wystąpił w programie rozrywkowym „Álarcos énekes” stacji telewizyjnej RTL Klub.
Arató mieszka w Budapeszcie. Jest żonaty z Gabriellą, ma syna.